# Ansonia latidisca
Ansonia latidisca е вид земноводно от семейство Крастави жаби (Bufonidae). Видът е застрашен от изчезване.

## Разпространение
Разпространен е в Индонезия и Малайзия.